# Clergyman

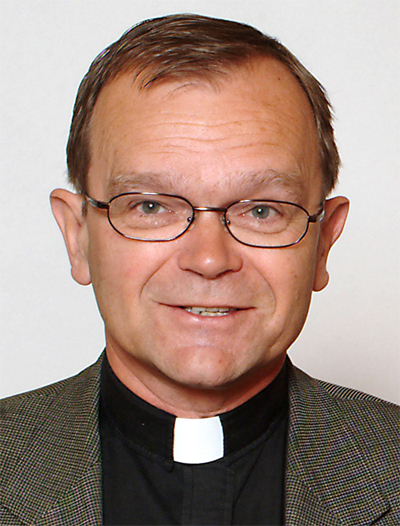
Sven-Erik Brodd, presbitero della Chiesa di Svezia, in clergyman

Il clergyman è un abito ecclesiastico, adottato da alcune confessioni cristiane, composto da pantaloni, camicia e giacca di colore nero o grigio o blu scuro, raramente marrone, caratterizzato da una camicia di solito dello stesso colore dell'abito con colletto bianco. È usato dai chierici (diaconi, presbiteri e vescovi) in alternativa agli abiti tradizionali.

## Storia
Il clergyman venne ideato ed usato dai presbiteri protestanti, più noti come pastori, della Chiesa presbiteriana. In seguito fu accolto da altre Chiese nate dalle riforme ecclesiali del XVI secolo; in ambito cattolico fu concesso, inizialmente, a coloro che avrebbero dovuto viaggiare e fare altre attività, mentre dal 1964 è accettato come abito ecclesiastico in alternativa all'abito talare, il quale rimane la veste non liturgica tradizionale del clero. I pontefici da Paolo VI in poi hanno sempre ribadito l'uso dell'abito ecclesiastico quale convenienza dell'identità cattolica romana. 
Così si esprimeva Giovanni Paolo II:
Più volte negli incontri con i sacerdoti ho espresso il mio pensiero al riguardo, rilevando il valore ed il significato di tale segno distintivo, non solo perché esso contribuisce al decoro del sacerdote nel suo comportamento esterno o nell'esercizio del suo ministero, ma soprattutto perché evidenzia in seno alla Comunità ecclesiastica la pubblica testimonianza che ogni sacerdote è tenuto a dare della propria identità e speciale appartenenza a Dio. E poiché questo segno esprime concretamente il nostro "non essere del mondo" (cf. Gv 17,14), nella preghiera composta per il Giovedì Santo di quest'anno, alludendo all'abito ecclesiastico, mi rivolgevo al Signore con questa invocazione: "Fa' che non rattristiamo il tuo Spirito... con ciò che si manifesta come una volontà di nascondere il proprio sacerdozio davanti agli uomini e di evitarne ogni segno esterno»
(Giovanni Paolo II, Precatio feria V in cena Domini anno MCMLXXXII recurrente, universis Ecclesiae sacerdotibus destinata, 4, die 25 mar. 1982: Insegnamenti di Giovanni Paolo II, V, 1 [1982] 1064)

## Tipologie
Ci sono fondamentalmente due modelli di colletto. Il primo consta in un inserto generalmente di plastica bianca che viene inserito in apposite fessure del colletto della camicia, formando il caratteristico quadratino bianco. Il secondo è "alla romana" spunta per mezzo centimetro circa dal colletto nero e deriva dall'abito talare nel quale una fascia di plastica bianca, alta circa 3-4 centimetri, viene inserita tra collo e abito. In entrambi i casi la fascetta bianca indica il candore e la purezza.

### Il clergyman dei vescovi

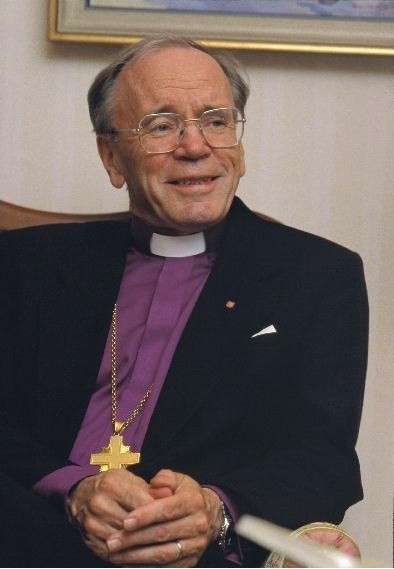
L'arcivescovo luterano finlandese John Edvin Vikström, in clergyman

Sebbene i vescovi si presentino in pubblico più spesso con l'abito talare, anche per essi è in uso il clergyman.
Nell'uso presbiteriano, anglicano e luterano i vescovi indossano la camicia di colore violaceo. Tra l'altro, per i vescovi anglicani anche l'abito talare è sempre violaceo, in quanto non è stato introdotto per loro l'abito "piano", costituito da una talare nera filettata di viola, con asole e bottoni viola e la fascia color viola.

Nell'uso cattolico romano il clergyman di un vescovo non si distingue da quello di un presbitero (si riconosce il vescovo dall'anello episcopale e dalla croce pettorale). Lo stesso discorso vale per i cardinali che non hanno un clergyman specifico. Invece, il papa Giovanni Paolo II faceva uso di un clergyman color bianco nelle sue escursioni in montagna (in questo caso richiamava il colore bianco della veste talare dei pontefici).

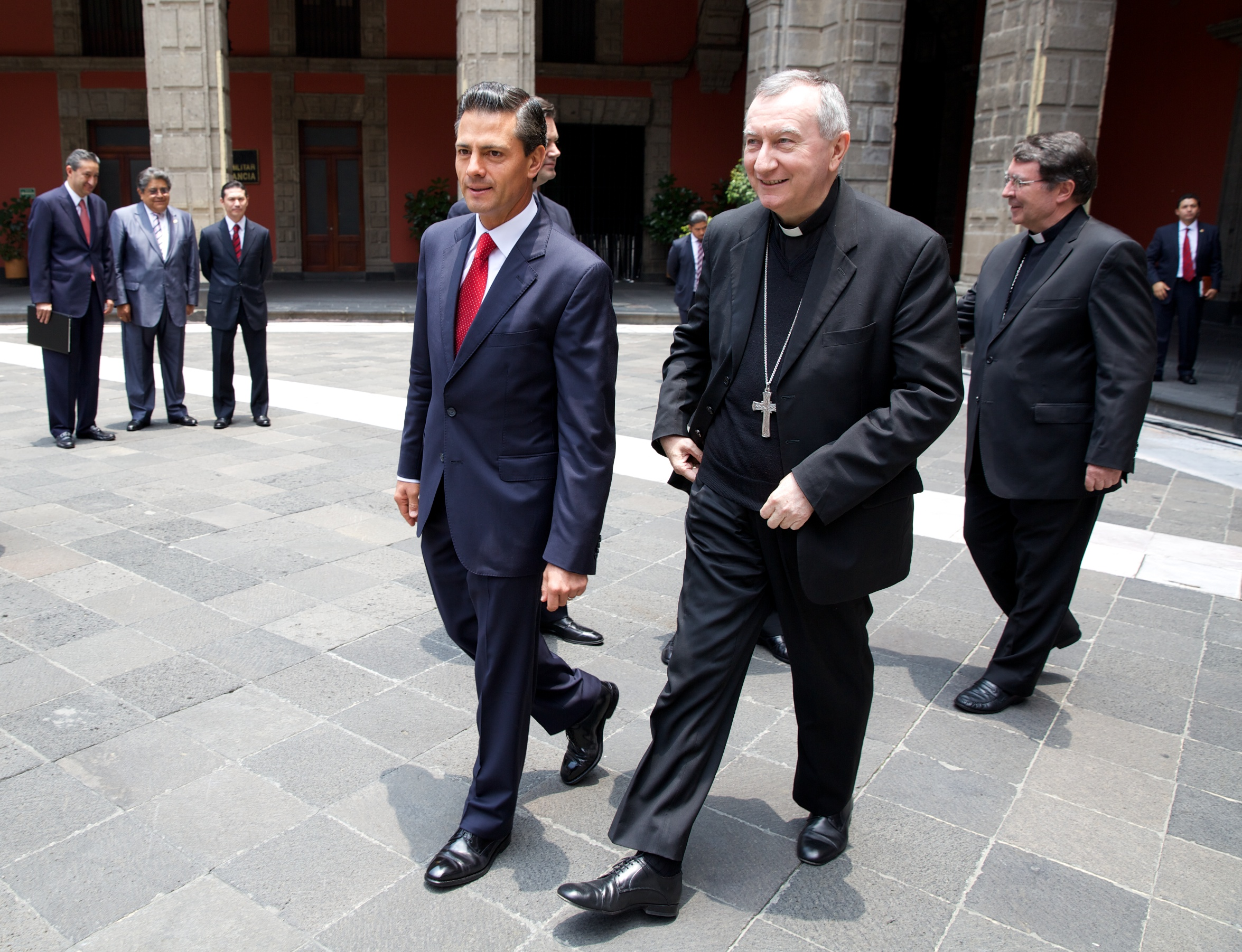
Il cardinale Pietro Parolin, asseme a Enrique Peña Nieto, in clergyman
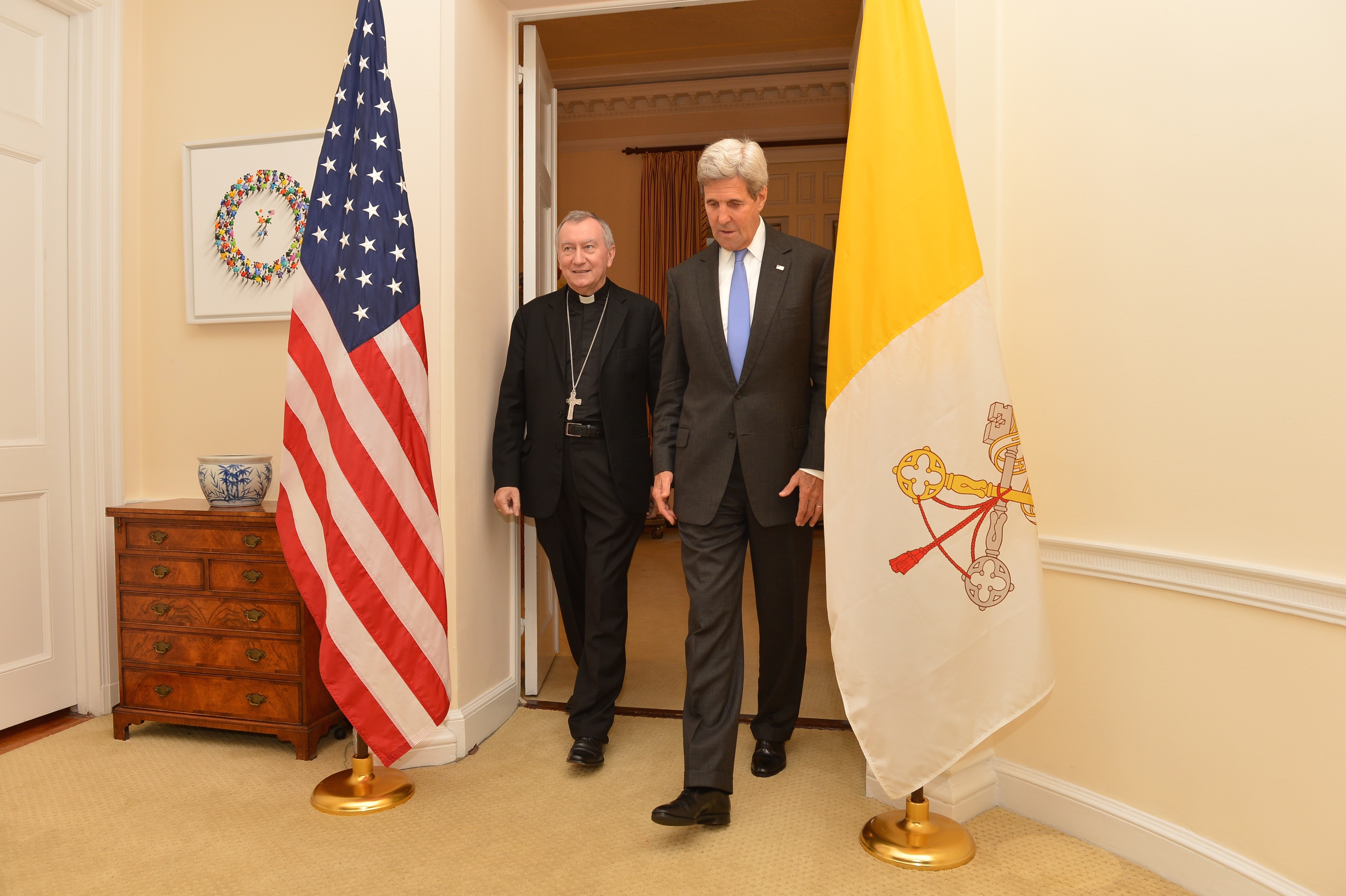
Il cardinale Pietro Parolin, asseme a John Kerry, in clergyman
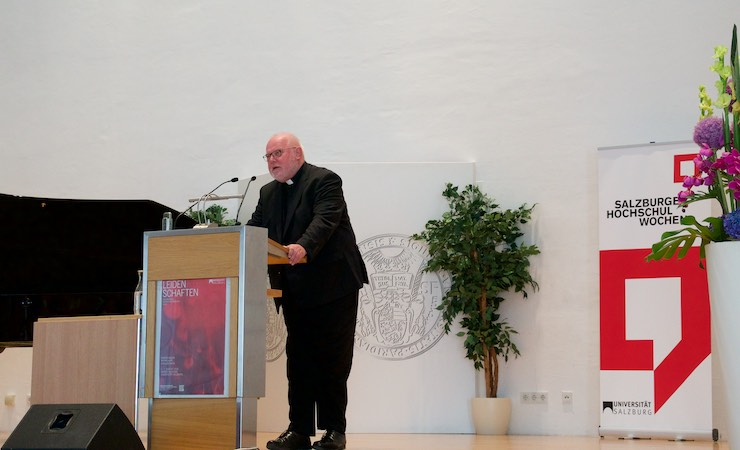
Il cardinale Reinhard Marx in clergyman
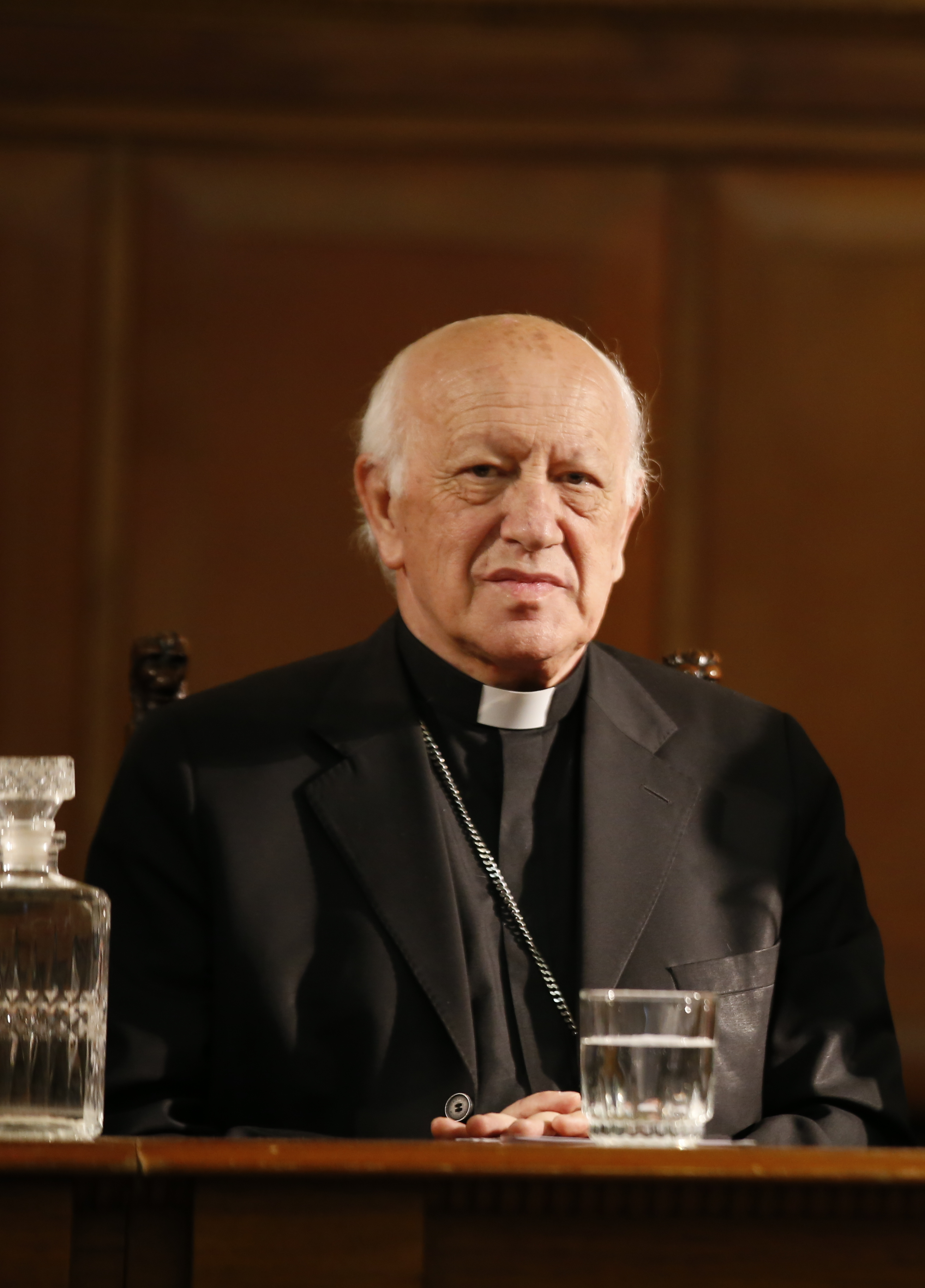
Il cardinale Ricardo Ezzati Andrello in clergyman
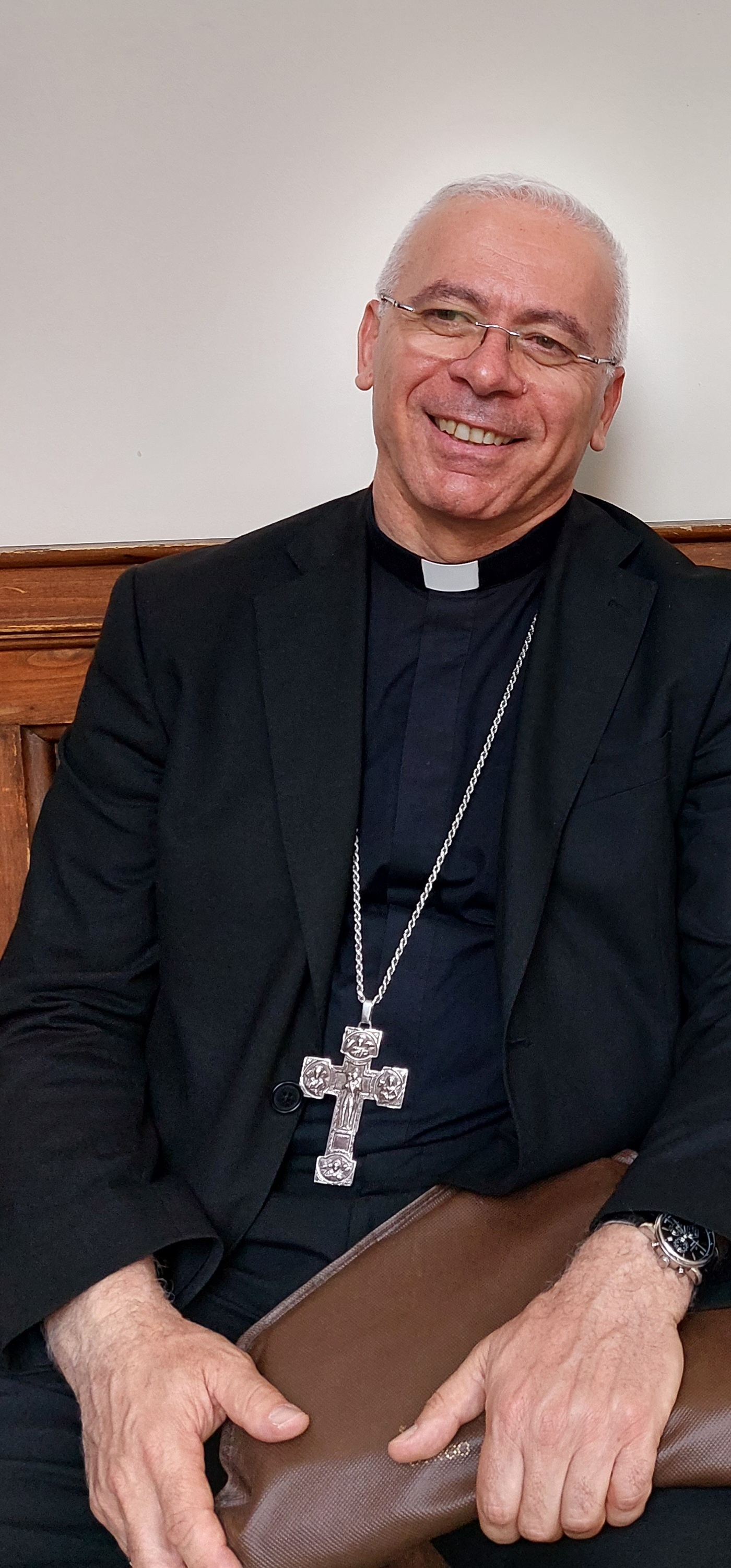
Mons. Giovanni Peragine in clergyman